# Stadtkirche St. Laurentii (Itzehoe)

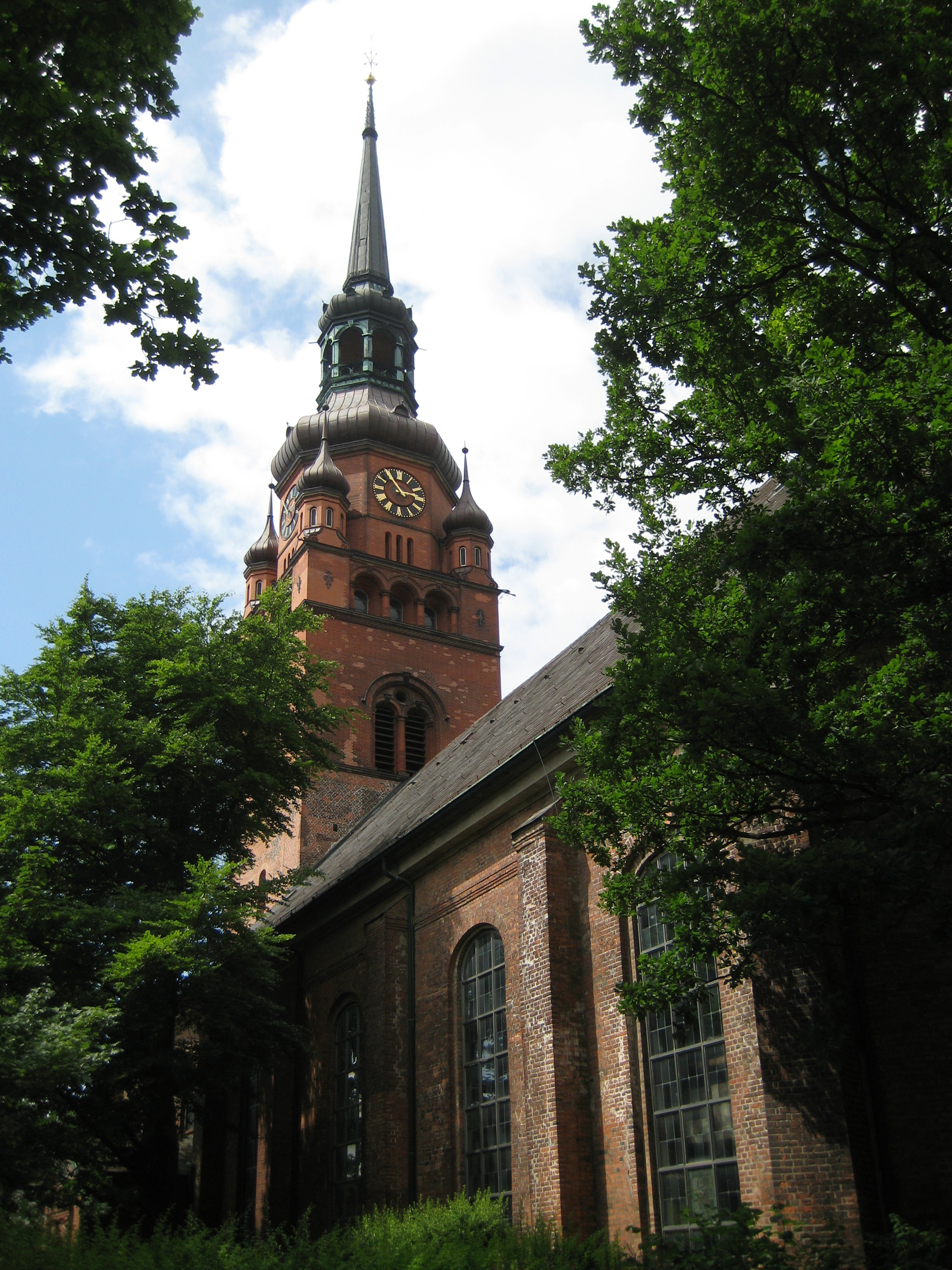
St.-Laurentii-Kirche

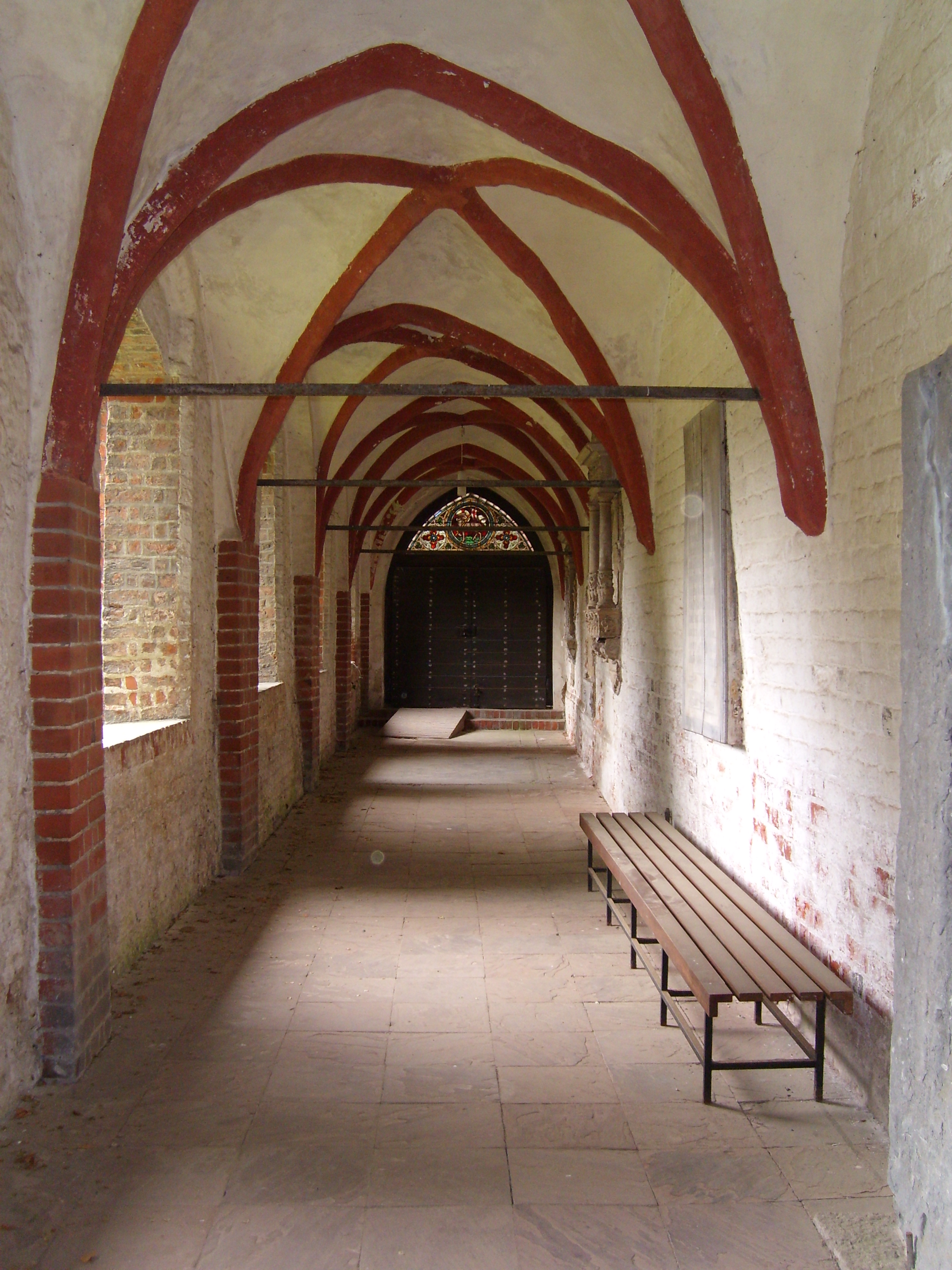
Kreuzgang

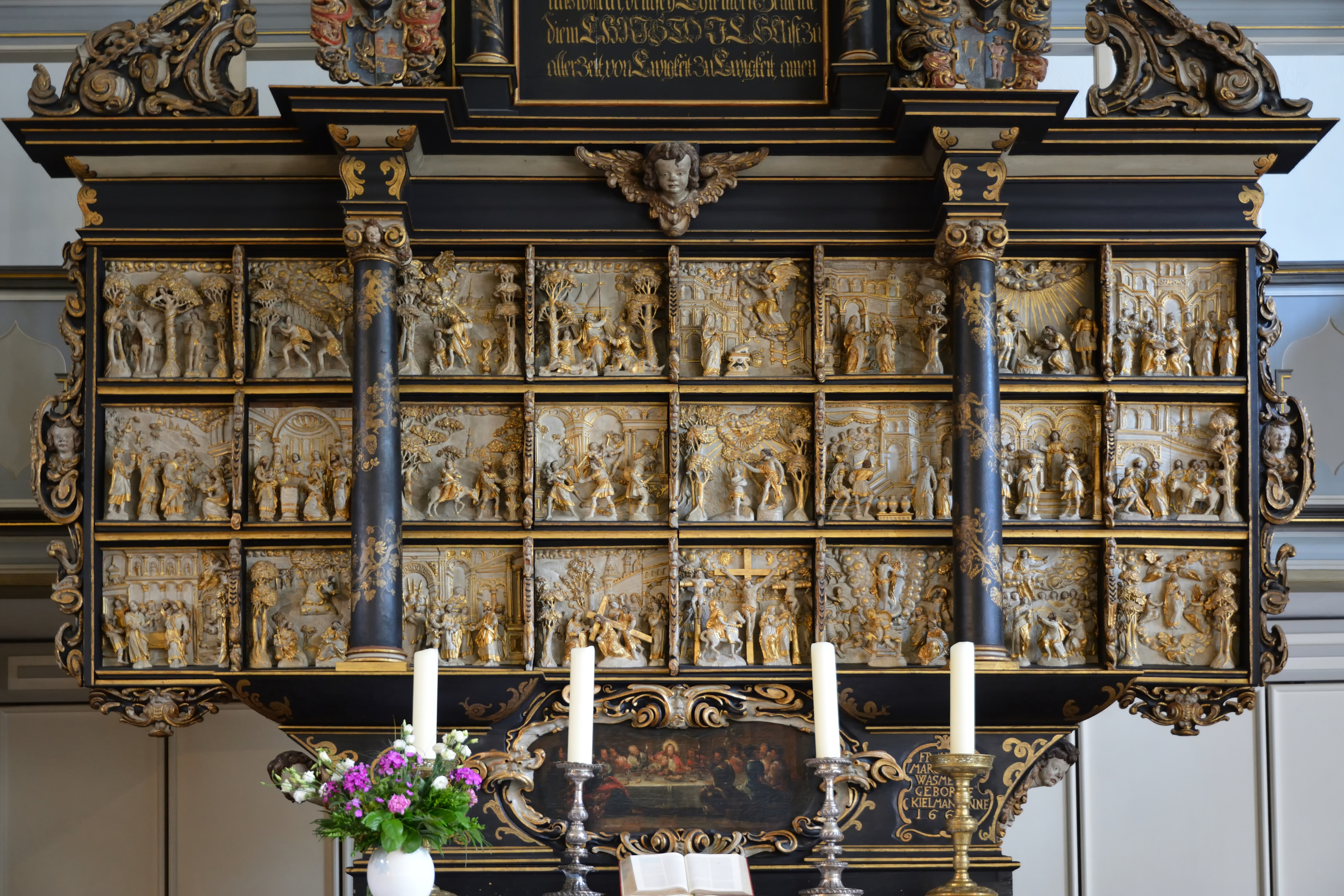
Der Altar

Die evangelisch-lutherische Stadtkirche St. Laurentii im Zentrum von Itzehoe (Kirchenstraße 6) ist das größte sakrale Bauwerk der Stadt.

## Geschichte
Eine dem heiligen Laurentius geweihte Kirche in Itzehoe wurde zuerst 1196 urkundlich erwähnt. Als die Zisterzienserinnen 1263 aus ihrem Kloster in Ivenfleth nach Itzehoe umsiedelten, wurde diese Kirche zur Klosterkirche, um die herum die übrigen Klostergebäude angelegt wurden. Von den nach der Reformation 1541 als Damenstift weitergenutzten Klostergebäuden hat sich als einziges oberirdisches mittelalterliches Baudenkmal in Itzehoe der Kreuzgang erhalten. Ebenfalls mittelalterlich sind die Grüfte unter der Kirche, die bis ins 15. Jahrhundert den Schauenburger Grafen und anschließend den Grafen Rantzau und den Äbtissinnen des Klosters als Grablage dienten. Im Zusammenhang mit dem Dänisch-Schwedischen Krieg wurde die zweischiffige gotische Hallenkirche beim Stadtbrand von 1657 weitgehend vernichtet und danach nur provisorisch wiederhergestellt. 1713 stürzte die Kirche infolge von Baufälligkeit ein.
1716 bis 1718 wurde die heutige Kirche wieder aus Backstein, aber als barocke Emporenhalle an der Grenze zur Pseudobasilika errichtet, mit einem weit gespannten Holztonnengewölbe über dem Mittelschiff und Flachdecken über den mit Längsemporen gefüllten Seitenschiffen. Eine quer eingebaute Empore mit den Logen der Stiftsdamen teilte ursprünglich in der Art eines Lettners den polygonalen chor vom Kirchenschiff und versperrte der übrigen Gemeinde den Blick auf den Altar. Sie wurde bei der Renovierung 1961 abgerissen, bei der auch die neogotische Ausmalung der Kirche von 1894/96 wieder entfernt wurde. 1985 wurde die Empore wieder aufgebaut, jedoch hinter dem Altar an der Ostwand. Da es unter der Orgel eine zweigeschossige Empore gibt, ist der Kirchenraum rings herum mit Emporen ausgestattet.
Der ursprüngliche Turm ragte nur wenig über das Kirchendach hinaus und hatte ein flaches Spitzdach. 1894–1896 wurde er nach Plänen von Johannes Otzen in Formen der Renaissance um fast 40 Meter auf 79,45 Meter erhöht und mit einer Zwiebelhaube, vier Spitztürmchen an den Ecken und einer Aussichtsplattform versehen. Die Baustufen sind leicht durch die Ziegelfarben zu unterscheiden. Bei einem Unwetter am 8. Januar 2002 wurde der Turm schwer beschädigt, die notwendige Sanierung wurde 2005 abgeschlossen.

## Ausstattung

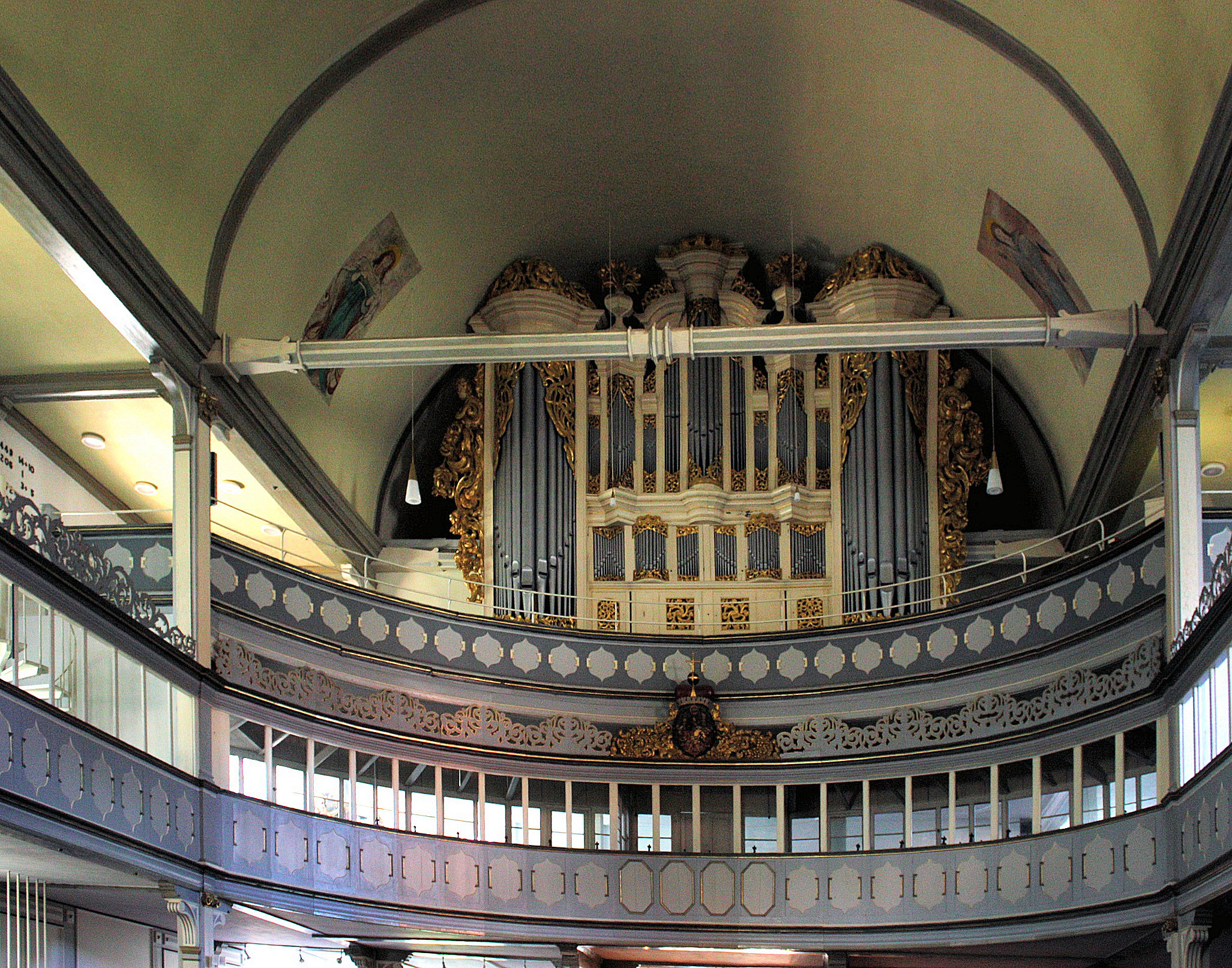
Tonnengewölbe über dem Mittelschiff, Doppelte Empore unter der Orgel, Längsemporen in den flachgedeckten Seitenschiffen

Der Großteil des Inventars stammt aus der Zeit zwischen dem Brand 1657, bei der die gesamte ältere Kirchenausstattung verlorenging, und dem Neubau. Altar und Kanzel stiftete 1661 Margaretha Wasmer, geb. Kielmann (1610–1691), die Tochter eines Itzehoer Klostervogts. Sie war nach dem Tod ihres Mannes, des Klosterschreibers und Ratsherrn Benedict Wasmer, 1660 nach Hamburg gezogen, wo sie die Stücke in Auftrag gab.
Der große Schnitzaltar wurde 1661 gestiftet. Die durch zwei Säulen nach dem Muster eines Flügelaltars gegliederte Bildtafel enthält in drei Reihen 24 quadratische „von kleinen Freifiguren gefüllte Raumbühnen“, die älter sind als der umgebende Rahmen und dem 1647 verstorbenen Hamburger Holzschnitzer Hein Baxmann zugeschrieben werden. Die einzelnen Bildfelder zeigen Szenen aus der Heilsgeschichte: Auf den Beginn links oben mit dem Sündenfall und der Vertreibung aus dem Paradies folgen zwei weitere alttestamentarische Szenen, die Opferung Isaaks und die Aufrichtung der ehernen Schlange durch Mose bei der Wüstenwanderung des Volks Israel. Die zweite Hälfte der obersten Reihe und die linke Hälfte der mittleren Reihe widmen sich den Ereignissen um die Geburt Christi. Es folgt Jesu Taufe, die Hochzeit zu Kana, der zwölfjährige Jesus im Tempel (an falscher Stelle) und der Einzug in Jerusalem am Palmsonntag. Die unterste Reihe stellt in sieben Bildern die Leidensgeschichte bis zur Himmelfahrt und zuletzt – untypisch für einen evangelischen Altar – Marias Aufnahme in den Himmel und Krönung dar. Das Rahmenwerk ist dem Knorpelbarock zuzuordnen. In der Predella ist das Abendmahl gemalt. Die Inschrift daneben erinnert an die Stifterin. Im Aufbau steht der Bibelvers „Dem, der überschwänglich thun kan über alles, das wir bitten oder verstehen, nach der Krafft, die da in uns wircket, dem sey Ehre in der Gemeine, die in Christus Jesus ist zu allen Zeit, von Ewigkeit zu Ewigkeit, amen“ Eph 3,20–21 .
Die vermutlich in derselben Werkstatt wie der Altar hergestellte Kanzel, die ursprünglich mittig an dem 1961 beseitigten Lettner angebracht war, befindet sich heute links vom Altar an der Nordempore. Die geschnitzten Reliefs der Brüstungsfelder zeigen Szenen aus dem Leben Jesu. Auch das große Triumphkreuz und die geschnitzte Taufe stammen aus den 1660er Jahren.

## Glocken
Im Turm befinden sich drei Stahlglocken des Bochumer Vereins von 1891. Sie haben die Schlagtöne a0, d1, f1.

## Orgel

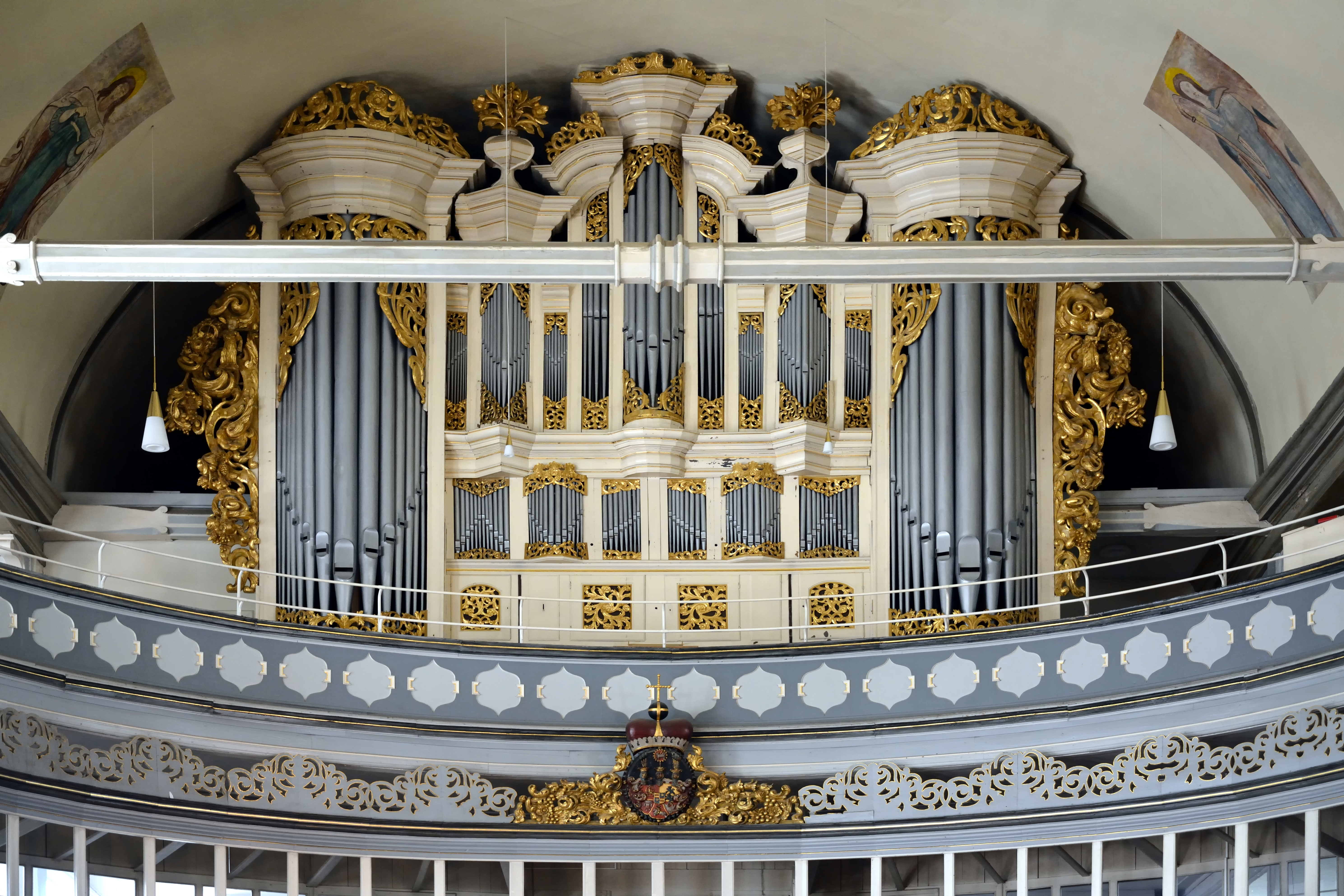
Orgel, Zustand 2016

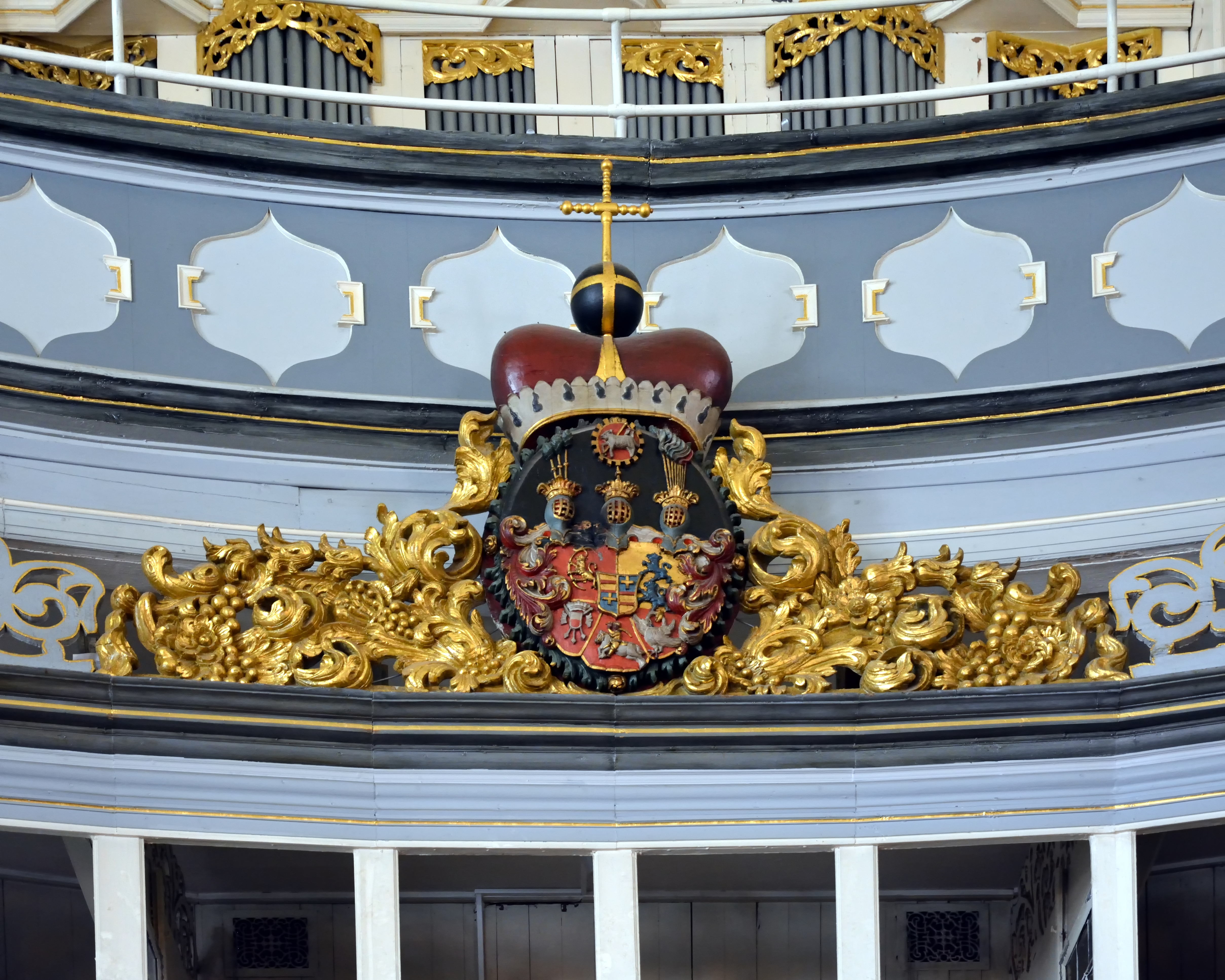
Kartusche unterhalb der Orgel mit dem Wappen des Adeligen Klosters Itzehoe

Um 1523 waren zwei Orgeln vorhanden. 1562 erfolgte ein Neubau durch Matthias Mahn (Buxtehude). 1657 wurden die Instrumente durch schwedischen Beschuss vernichtet. 1685 bis 1688 baute Christian Kock ein neues Werk mit Springladen (38 Register, drei Manuale und Pedal).
Im Zusammenhang mit dem Neubau der Kirche begann Arp Schnitger 1715–1719 mit dem Bau der neuen Orgel, die nach seinem Tode durch seinen Schüler Lambert Daniel Kastens vollendet wurde. Vincent Lübeck nahm das Instrument am 7. August 1720 ab und bescheinigte Schnitger und Kastens, dass sie die Orgel zur „völligen Perfection gebracht“ hätten. 1734 führten Johann Dietrich Busch und Carstens (Kastens) eine Reparatur durch und 1830 nahm Marcussen & Reuter (Apenrade) einen eingreifenden Umbau vor.
1905 wurde die Schnitger/Marcussen-Orgel durch einen Neubau von Wilhelm Sauer ersetzt, der Prospekt wurde versetzt und fand wieder Verwendung. 1948 erfolgte ein neobarocker Umbau durch Ernst Brandt (Quickborn) und 1976 ein Umbau unter Erweiterung (Bombardenwerk) durch Franz Grollmann.
Seit dem Jahr 2000 verfügt die Orgel über einen zweiten, einmanualigen Spieltisch mit mechanischer Traktur und Pedal, der die sogenannte Prospekt-Orgel ansteuert. Von dieser sind die historischen, seit 1905 ungenutzten Prospektpfeifen der Arp-Schnitger-Orgel spielbar (Prinzipal 16′ und Prinzipal 8′). Zu den beiden historischen Schnitger-Registern hat der Orgelbauer Heinz Hoffmann (Hamburg) zwei Oktav-Register (4′ und 2′) in ähnlicher Bauweise neu gefertigt, ebenso Windlade und Spielmechanik. Eine Registeranlage mit 48 Manubrien, in historisierender Anlehnung an eine norddeutsche Barockorgel, wurde ebenfalls hinzugefügt.
Schnitger-Disposition von 1720 (nach Hess, 1774)
| Manual C–     |           |
| Quintadeen    | 16′       |
| Principaal    | 08′       |
| Spitsfluit    | 08′       |
| Gedact        | 08′ (4′?) |
| Octaav        | 04′       |
| Nazat         | 2 ⁄3′     |
| Octaav        | 02′       |
| Rauschpyp II0 |           |
| Mixtuur VI    |           |
| Cimbel III    |           |
| Trompet       | 16′       |
| Trompet       | 08′       |

| Bovenwerk C–    |    |
| Hohfluit        | 8′ |
| VioladiGamba0   | 8′ |
| Quintadeena     | 8′ |
| Octaav          | 4′ |
| Fluit           | 4′ |
| Octaav          | 2′ |
| Sexquialtra II0 |    |
| Scharp V        |    |
| Dulciaan        | 8′ |
| Vox humana      | 8′ |

| Borstwerk C–         |    |
| Fluit dous           | 8′ |
| Octaav               | 4′ |
| Fluit                | 4′ |
| Octaav               | 2′ |
| Waltfluit            | 2′ |
| Sexquialtra II       |    |
| Scharp IV            |    |
| Scharp III (Cimbel)0 |    |
| Regaal               | 8′ |

| Pedaal C–  |     |
| Principal  | 16′ |
| Subbas     | 16′ |
| Roerquint0 | 12′ |
| Octaav     | 08′ |
| Oktaav     | 04′ |
| Oktaav     | 02′ |
| Nagthorn   | 02′ |
| Mixtuur VI |     |
| Bazuyn     | 32′ |
| Bazuyn     | 16′ |
| Trompet    | 08′ |
| Trompet    | 04′ |

Windabschließer für jedes Werk, zwei Tremulanten, ein Cimbelstern
Disposition seit 2010
| I. Manual C– |       |
| Prinzipal    | 16′   |
| Prinzipal    | 08′   |
| Germshorn    | 08′   |
| Oktave       | 04′   |
| Rohrflöte    | 04′   |
| Quinte       | 2 ⁄3′ |
| Superoktave0 | 02′   |
| Mixtur IV    |       |
| Scharf III   |       |
| Trompete     | 08′   |

| II. Manual C–    |       |
| Lieblich Gedackt | 16′   |
| Rohrflöte        | 08′   |
| Prinzipal        | 04′   |
| Nachthorn        | 04′   |
| Superoktave      | 02′   |
| Schweizerpfeife0 | 02′   |
| Quinte           | 1 ⁄3′ |
| Rauschpfeife II  |       |
| Scharf III       |       |
| Rankett          | 16′   |

| III. Manual C–   |       |
| Dulcian          | 16′   |
| Quintadena       | 08′   |
| Prinzipal        | 04′   |
| Gedackt          | 04′   |
| Sesquialtera II0 | 2 ⁄3′ |
| Oktave           | 02′   |
| Kleine Flöte     | 02′   |
| Larigot II       | 1 ⁄3′ |
| Mixtur IV        |       |
| Fagott           | 08′   |

| IV. Manual C–       |     |
| Bombarde            | 16′ |
| Schweizer Trompete0 | 08′ |
| Hautbois            | 08′ |
| Cornett V           | 08′ |
| Clarion             | 04′ |

| Pedal C–         |         |
| Prinzipal        | 16′     |
| Subbaß           | 16′     |
| Quinte           | 10 2⁄3′ |
| Oktave           | 08′     |
| Gedackt          | 08′     |
| Oktave           | 04′     |
| Nachthorn        | 02′     |
| Choralflöte III0 | 04′     |
| Posaune          | 16′     |
| Trompete         | 08′     |

| Manual C–  |     |          |
| Prinzipal0 | 16′ | (Pedal)  |
| Prinzipal  | 08′ | (Manual) |
| Oktave     | 04′ | (Manual) |
| Oktave     | 02′ | (Manual) |

| Pedal C–    |
| (angehängt) |

## Grüfte
Unter der Kirche befinden sich Grüfte mit Metallsärgen von Stiftsdamen des Adeligen Klosters Itzehoe und Mitgliedern der Reichsgräflichen Familie Rantzau, darunter:
- Äbtissin Metta Christina von Ahlefeldt (1763)
- Dorothea von Rantzau geb. von Ahlefeldt (1586–1647)
- deren Tochter Dorothea von Rantzau (1619–1662)
- deren Ehemann Reichsgraf Christian zu Rantzau (1614–1663)
- Dorothea Benedicta zu Rantzau (1696)

Die im Laufe der Zeit in Vergessenheit gerateten Grüfte wurden bei der Kirchenrenovierung in den 1960er Jahren wiederentdeckt. Zurzeit (2020) ist eine Besichtigung aus Denkmalschutzgründen nicht möglich.

## Trivia
Während der Renovierungsarbeiten 2002 war der Turm eingerüstet, die Kupferdächer der Spitztürmchen abgebaut und in 5–7 Meter Höhe auf einem Seitendach auf der Rückseite der Kirche abgelegt. Eines der fast drei Meter hohen Dächer wurde entwendet, sein Verbleib war einige Monate ungeklärt. Nach einer bundesweiten Presseaktion und polizeilichen Ermittlungen lag die Turmspitze einige Monate später wieder an ihrer Stelle. Der Dieb blieb unerkannt.